# Karel Buquoy-Longueval
Karel Bonaventura hrabě Buquoy-Longueval (24. září 1854 Vídeň – 9. srpna 1911 Vídeň) byl rakouský a český šlechtic z rodu Buquoyů, podnikatel a politik, na přelomu 19. a 20. století poslanec Českého zemského sněmu.

## Biografie
Jeho otcem byl Jiří Jan Jindřich Buquoy-Longueval (1814–1883), matkou Žofie Terezie princezna z Oettingen-Wallersteinu. Jeho bratr Ferdinand Maria Jindřich z Buquoy byl rovněž politikem.
V roce 1878 převzal svěřenské statky Nové Hrady a Rožmberk a alodiální panství Přísečnice v Krušných horách. Mladší bratr Ferdinand Maria Heinrich von Buquoy (počátkem 20. století předlitavský ministr zemědělství) převzal lenní panství Hauenštejn. Získal titul tajného rady a císařského komořího. Byl rytířem řádu Zlatého rouna. Vychodil gymnázium v Praze a Vídni a absolvoval práva na Karlo-Ferdinandově univerzitě.
Byl aktivní veřejně i politicky. Od roku 1880 zasedal jako dědičný člen v Panské sněmovně (jmenovaná horní komora Říšské rady). Zde patřil ke sněmovnímu klubu Karla III. ze Schwarzenbergu.
Od doplňovacích voleb v listopadu 1885 zasedal také na Českém zemském sněmu, kam byl zvolen za kurii velkostatkářskou, svěřenecké velkostatky. Mandát obhájil v řádných zemských volbách v roce 1889, zemských volbách v roce 1895, zemských volbách v roce 1901 a zemských volbách v roce 1908. Byl členem zemské zemědělské rady v Čechách. Věnoval se rozvoji lesního hospodaření a rozvoji průmyslu na svých statcích.
Patřil ke Straně konzervativního velkostatku. Byl jedním z jejích předáků. Od roku 1892 předsedal jejímu poslaneckému klubu na zemském sněmu (poté, co z této funkce odešel Alfred August Windischgrätz. Podílel se na pokusech o česko-německé vyrovnání v Čechách a v roce 1901 navrhl jménem velkostatkářů nerealizovaný návrh na reformu volebního systému, který počítal s rozdělením velkostatkářské kurie na pět územně definovaných volebních obvodů. V témže roce také sepsal svoji závěť, která byla posléze důležitým dokumentem v rozdělování rodinného majetku. V roce 1908 krátce ustoupil z funkce předsedy poslaneckého klubu konzervativních velkostatkářů, když na toto místo usedl Jiří Kristián z Lobkowicz, ale po smrti Lobkowicze se na post vrátil. Ještě v roce 1910 se účastnil dalších česko-německých usmiřovacích rozhorovů, ale pro zdravotní komplikace se musel těchto aktivit vzdát.
Zemřel v srpnu 1911. Jeho zdravotní obtíže začaly již v říjnu 1909, kdy byl na svém statku v Nových Hradech bodnut hmyzem, následkem čehož u něj vznikla otrava krve. V posledním roce žil v sanatoriu Loew ve Vídni, kde také zemřel. Byl pohřben v Nových Hradech v Buquoyské hrobce, kterou nechal krátce předtím postavit.

## Manželství a potomci
Karel Bonaventura se v Praze 1. května 1878 oženil s hraběnkou Filipinou Černínovou z Chudenic (1858–1937), dcerou Heřmana Zdenka Černína z Chudenic a Marie Aloisie z Morzinu (1832–1907). Měli spolu jednu dceru:
- Žofie Tereza (28. 4. 1879 Nové Hrady – 31. 1. 1945 Laër), dáma řádu hvězdového kříže, manž. 1897 hrabě Clemens Ottokar Westphalen z Fürstenbergu (4. 3. 1864 Chlumec u Chabařovic – 31. 10. 1938 Laër)[12][13]